# Cyphogastra angulicollis
Cyphogastra angulicollis es una especie de escarabajo del género Cyphogastra, familia Buprestidae. Fue descrita científicamente por Deyrolle en 1864.

## Distribución geográfica
Habita en Australasia, Indomalaya y Oceanía.